# Most-Raša
 Most-Raša  (olaszul: Ponte d’Arsia) falu Horvátországban, Isztria megyében. Közigazgatásilag Rašához tartozik.

## Fekvése
Az Isztria keleti részén, Labin központjától 10 km-re, községközpontjától 6 km-re délnyugatra a Raša-folyó bal partján fekszik.

## Története
A településnek 1880-ban 19, 1910-ben 7 lakosa volt. Az első világháború után Olaszországhoz került. A második világháború után Jugoszlávia része lett. A jugoszláv közigazgatás a korábban önálló Raša községet Labin városához csatolta, önállóságát csak a független horvát államtól kapta vissza. Jugoszlávia felbomlása után 1991-ben a független Horvátország része lett. 2011-ben a falunak 78 lakosa volt.

## Lakosság
| Lakosság változása | Lakosság változása | Lakosság változása | Lakosság változása | Lakosság változása | Lakosság változása | Lakosság változása | Lakosság változása | Lakosság változása | Lakosság változása | Lakosság változása | Lakosság változása | Lakosság változása | Lakosság változása | Lakosság változása | Lakosság változása |
| ------------------ | ------------------ | ------------------ | ------------------ | ------------------ | ------------------ | ------------------ | ------------------ | ------------------ | ------------------ | ------------------ | ------------------ | ------------------ | ------------------ | ------------------ | ------------------ |
| 1857               | 1869               | 1880               | 1890               | 1900               | 1910               | 1921               | 1931               | 1948               | 1953               | 1961               | 1971               | 1981               | 1991               | 2001               | 2011               |
| 0                  | 0                  | 19                 | 28                 | 10                 | 7                  | 932                | 0                  | 215                | 166                | 157                | 122                | 85                 | 100                | 91                 | 78                 |